# جاستین لی (هنرپیشه)
جاستین لی (انگلیسی: Justin Lee؛ زادهٔ ۳۰ سپتامبر ۱۹۸۹) یک هنرپیشه اهل ایالات متحده آمریکا است.